# Federazione di baseball e softball del Ciad
La Federazione ciadiana di baseball e softball (fra. Fédération Tchadienne de Baseball et Softball) è un'organizzazione fondata per governare la pratica del baseball e del softball in Ciad.
Organizza il campionato maschile e di softball femminile, e pone sotto la propria egida la nazionale maschile e di softball femminile.